# مسحلة (شرس)

تعديل مصدري - تعديل

مسحلة هي إحدى قرى عزلة شرس الاعلى بمديرية شرس التابعة لمحافظة حجة، بلغ تعداد سكانها 93 نسمة حسب تعداد اليمن لعام 2004.